# ガイ・カワサキ

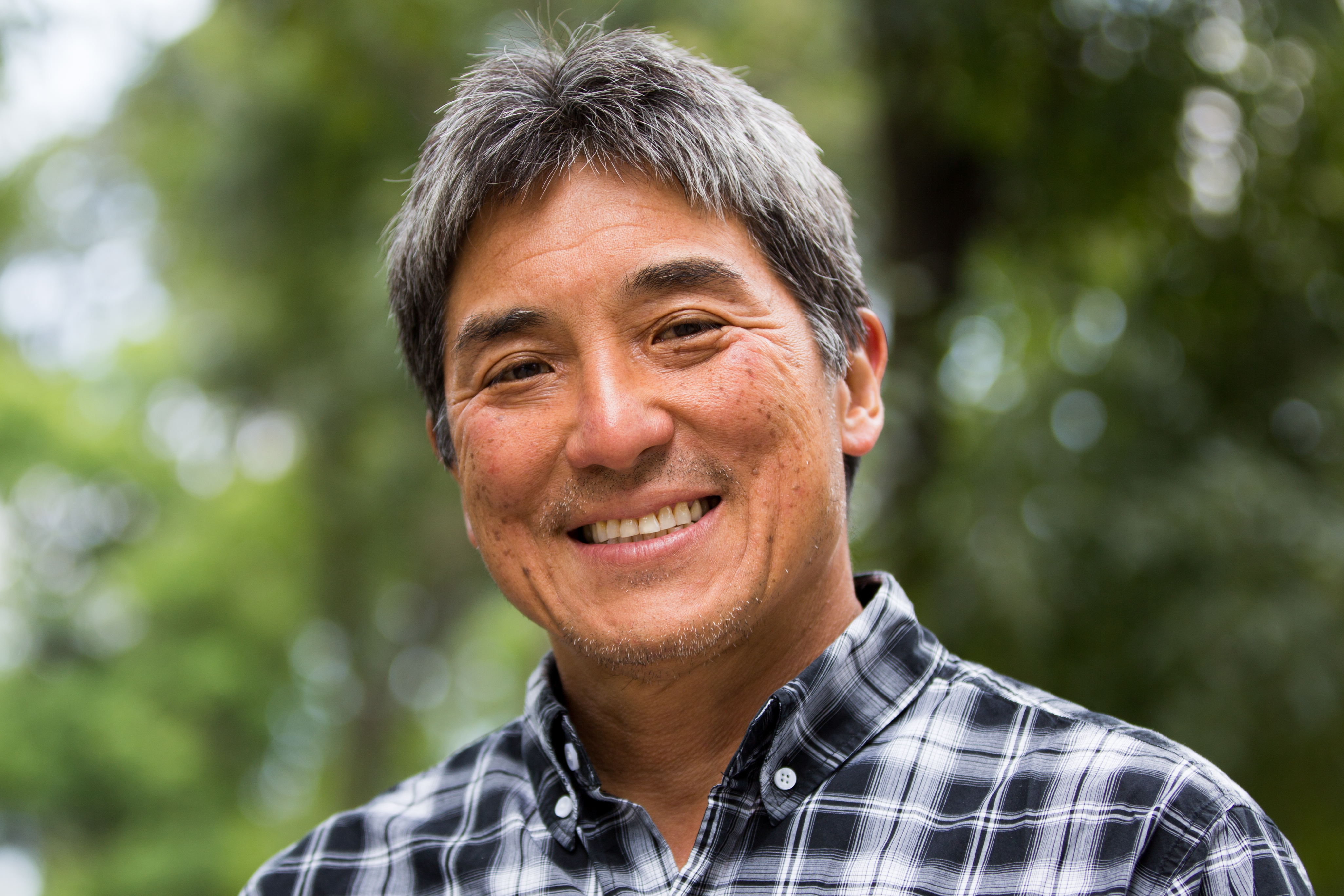
ガイ・カワサキ

ガイ・カワサキ（Guy Kawasaki、1954年 - ）は、シリコンバレーの著述家、演説家、投資家、ビジネスアドバイザー。元Apple Computerのテクノロジー・エバンジェリストとして知られている。

## 経歴
1954年、ハワイの日系移民の子供としてうまれる。父親は消防士、不動産業などの職業につき、後にはハワイ州の州議会議員にもなった。1976年にスタンフォード大学を卒業。家族は、ガイに医師か弁護士になることを望み、彼はカリフォルニア大学デービス校のロースクールに進学するが、すぐに学校をやめ、カリフォルニア大学ロサンゼルス校のビジネススクールに進学し、MBAを取得した。
その後、ノバ・スタイリングという宝石メーカに勤務し、宝石の営業を経験する。次に、エデュウェアという教育ソフトのメーカに勤務するが、アトランタにあるソフト会社に買収されてしまう。買収元の会社は、ガイにアトランタ勤務を命じるが、これを断った。スタンフォード時代の同級生で、Apple Computerで働いていたマイク・ボイチに誘われて、1983年にApple Computerに入社する。
1984年の1月に登場したAppleのMacintoshであったが、対応するサードパーティーのソフトはほとんど無かった。そこで、Appleは外部のソフト会社にMacintosh用のソフト開発を説得する職種であるエバンジェリストを作り、そこにマイク・ボイチや、ガイらを任命した。またガイは、Appleの優れた技術者を認定するAppleフェローという制度を作った。
1987年にAppleを去り、4th Dimensionを販売していたACIUS社のCEOに就任。
1995年、経営の危機に瀕したAppleに再び呼び戻された。しかし1997年にスティーブ・ジョブズが復帰すると、再びAppleを離れた。
2008年現在、Garage Technology Ventures の設立者として、またベンチャーキャピタリストとして、投資の世界に身を置いている。
2013年3月1日、カワサキはGoogleに入社し、モトローラ・モビリティのアドバイザーに就任することを発表した
。
2014年4月1日、オーストラリアのスタートアップ企業Canvaのチーフ・エバンジェリストに就任した。